# Bodafors landsfiskalsdistrikt
Bodafors landsfiskalsdistrikt var 1918–1964 ett landsfiskalsdistrikt i Jönköpings län, bildat som Malmbäcks landsfiskalsdistrikt när Sveriges indelning i landsfiskalsdistrikt trädde i kraft den 1 januari 1918, enligt beslut den 7 september 1917. När Sveriges nya indelning i landsfiskalsdistrikt trädde i kraft den 1 oktober 1941 (enligt kungörelsen den 28 juni 1941) ändrades distriktets namn till Bodafors landsfiskalsdistrikt. Den 1 januari 1965 avskaffades i Sverige samtliga landsfiskaler och landsfiskalsdistrikt, och deras arbetsuppgifter delades upp på de nyskapade indelningarna polisdistrikt, åklagardistrikt och kronofogdedistrikt.
Landsfiskalsdistriktet låg under länsstyrelsen i Jönköpings län.

## Ingående områden
Den 1 oktober 1941 tillfördes kommunerna Bodafors köping och Norra Sandsjö från Sävsjö landsfiskalsdistrikt. När Sveriges nya indelning i landsfiskalsdistrikt trädde i kraft den 1 januari 1952 (enligt kungörelsen 1 juni 1951) ändrades distriktets omfattning.

### Från 1918
Västra härad:
- Almesåkra landskommun
- Bringetofta landskommun
- Hylletofta landskommun
- Malmbäcks landskommun
- Svenarums landskommun
- Ödestugu landskommun

### Från 1 oktober 1941
Västra härad:
- Almesåkra landskommun
- Bodafors köping
- Bringetofta landskommun
- Hylletofta landskommun
- Malmbäcks landskommun
- Norra Sandsjö landskommun
- Svenarums landskommun
- Ödestugu landskommun

### Från 1 januari 1952
- Bodafors köping
- Malmbäcks landskommun
- Norra Sandsjö landskommun
- Vrigstads landskommun